# Бобжа (Свентокшиське воєводство)
Бобжа (пол. Bobrza) — село в Польщі, у гміні Медзяна Гура Келецького повіту Свентокшиського воєводства.
Населення — 427 осіб (2011).
У 1975-1998 роках село належало до Келецького воєводства.

## Демографія
Демографічна структура на день 31 березня 2011 року:
|          | Загалом | Допрацездатний вік | Працездатний вік | Постпрацездатний вік |
| -------- | ------- | ------------------ | ---------------- | -------------------- |
| Чоловіки | 212     | 51                 | 147              | 14                   |
| Жінки    | 215     | 45                 | 135              | 35                   |
| Разом    | 427     | 96                 | 282              | 49                   |